# Nadine Gerber
Nadine Gerber (* 26. Januar 1980 im Kanton St. Gallen) ist eine Schweizer Journalistin und Schriftstellerin.

## Leben
Gerber schreibt Biografien, Belletristik für Erwachsene und hin und wieder Kindergeschichten. Ihre Biografie Eiszeit über den ehemaligen Schweizer Eishockey-Nationalspieler Kevin Lötscher stieg im Oktober 2023 auf Platz 2 der SBVV-Bestsellerliste bei den Sachbüchern national und international. Weiter verfasste Nadine Gerber mehrere Schicksalsromane. Diese richten sich an ein Zielpublikum über 25 Jahre. Bisher sind drei Romane von Gerber im Piper Verlag in München erschienen. Ein weiterer Roman erschien im Prinzengarten-Verlag und einer bei Books on Demand. Im März 2024 erschien ihr jüngster Roman Zug um Zug zu dir im Schweizer Zytglogge Verlag.
Neben der Schriftstellerei arbeitet Nadine Gerber als Journalistin. Mit 14 Jahren erlitt sie einen schweren Verkehrsunfall. Sie ist Mutter von zwei Kindern und wohnt im Zürcher Unterland.

## Werke
- Galway Girl. Ring of Love. Roman. Piper, München 2018, ISBN 978-3-492-50153-8.
- Herz über Bord – rudere nie zurück. Roman. Piper, München 2019, ISBN 978-3-492-50221-4.
- Unvergessen. Dein Bild für die Ewigkeit. Roman. Piper, München 2020, ISBN 978-3-492-50314-3.
- Herz über Bord II. Rudere, wenn der Wind fehlt. Liebesroman. Prinzengarten, Detmold 2021, ISBN 978-3-89918-502-7.
- Stefan, wo bist du? Abenteuer in den Bergen. Bilderbuch. Eigenverlag, Oberhasli 2022, ISBN 978-3-033-09164-1.
- Unvergessen II. Das Glück beginnt mit einem Schritt. Roman. BoD, Norderstedt 2022, ISBN 978-3-7557-8491-3.
- Eiszeit. Der Spielmacher bist du. Weber, Thun 2023, ISBN 978-3-03818-488-1.
- Zug um Zug zu dir. Roman. Zytglogge, Basel 2024, ISBN 978-3-7296-5156-2.